# Мезомерный эффект
Мезомерный эффект (эффект сопряжения, резонансный эффект) — смещение электронной плотности химической связи по π-связям. Объясняется теорией химического резонанса.
Возникновение мезомерного эффекта связано с изменением профиля π-системы молекулы. Исходная π-система перекрывается с π-системой (или p-орбиталью) заместителя, в результате чего возникает перераспределение электронной плотности. Именно последнее определяет наличие +М- или -М-эффекта. Знак, как и в случае индуктивного эффекта, определяется изменением электронной плотности и противоположен знаку параметра заместителя σ в уравнении Гаммета.

-М эффект

В отличие от индуктивного эффекта, мезомерный эффект не затухает по системе кратных связей и p-орбиталей, так как представляет собой распределение электронной плотности по всей общей π-системе молекулы. Если же сопряжения нет, то мезомерного эффекта тоже нет.

Наиболее характерными +М-группами являются группы, вносящие неподелённые электронные пары в сопряжённую систему, такие как амино-, гидрокси- и алкоксигруппы, галогены. 

Аллил-катион -М-эффект

Группы с -М-эффектом содержат кратные связи с гетероатомами:
это карбонильная группа, цианогруппа и т. п.
Можно привести аналогию с разными типами атомов азота в гетероциклах:
- для +М характерны пиррольные гетероатомы;
- для -М характерны пиридиновые гетероатомы.

Группы с системой сопряжённых углерод-углеродных связей, таких как фенильная и винильная, занимают промежуточное положение с так называемым ±М-эффектом и проявляют эффект, противоположный эффекту группы, с которой связаны, усиливая его.
Во время реакций радикального замещения промежуточным продуктом могут выступать радикалы органического соединения, содержащие углерод в sp2 состоянии, способный p орбиталь вносить в сопряжение что делает некоторые промежуточные продукты более энергетически выгодными, что объясняет те свойства веществ, которые не могла объяснить стандартная химическая теория. Данный эффект проявляется только если в молекуле была ещё одна способная войти в сопряжение система(например, реакция галогенирования алкенов в жёстких условиях)